# Попереджувальні знаки

Попереджувальні знаки — інформують водія про наближення до ділянки дороги, де учасник руху піддається небезпеці, для захисту від якої вимагається прийняття певних заходів.
У багатьох країнах попереджувальні знаки мають аналогічний дизайн, але колір фону може бути як білим, так і жовтим або бурштиновим. В США і деяких інших країнах попереджувальні знаки іншого виду: квадрат жовтого кольору з чорною каймою, у якого одна з діагоналей проходить вертикально. Позначення на таких знаках можуть бути не тільки у вигляді ідеограми, але і у вигляді текстового опису небезпеки.

### Швеція

## Приклади

### США

Наближення до перехрестя з установленим знаком «STOP»
Наближення до перехрестя з установленим знаком «Дати дорогу»
Наближення до ділянки з обмеженням швидкості
Світлофорне регулювання
Увагу на знак попереду, Мічиган
Приготуйтеся до можливої зупинки
Наближення до зони обмеження швидкості

### Японія

Небезпечні повороти
Переїзд
Переїзд
Діти
Світлофорне регулювання
Слизька дорога
Падіння каміння